# Adam Hnativ
Adam Kazymyrovyč Hnativ (in ucraino Адам Казимирович Гнатів?; Leopoli, 9 settembre 1944 – Leopoli, 20 luglio 2023) è stato un sollevatore sovietico di origine ucraina, che gareggiò nella categoria dei pesi mosca.

## Carriera
Detentore di quattordici record mondiali (undici nella distensione lenta – che non potranno essere superati essendo stato abolito il movimento nel 1973 – e tre nello slancio), vinse un argento agli europei di Costanza nel 1972 e un oro alla Spartachiade estiva di Mosca nel 1971. Non partecipò alle Olimpiadi di Monaco di Baviera del 1972. Fu vincitore di un campionato sovietico nel 1971 e salì sul podio in otto campionati sovietici. Nella stessa manifestazione, conquistò due ori nella distensione lenta (1970 e 1971) e quattro ori nello slancio (nel 1971, 1972, 1974 e 1975).
Dopo il ritiro dalle competizioni si dedicò all'attività di allenatore nelle scuole.

## Cronologia record

### Distensione lenta
- 102,5 kg - Krivoi Rog, 1969
- 114,0 kg - Dnipropetrovsk, 1970
- 114,5 kg - Rostov sul Don, 1971
- 115,0 kg - Mosca, 1971
- 115,5 kg - Vorochilovgrad, 1971
- 116,0 kg - Goteborg, 1971
- 116,5 kg - Erevan, 1971
- 117,5 kg - Erevan, 1971
- 118,0 kg - Ulm 1972
- 120,0 kg - Ulm, 1972
- 120,5 kg - Riga, 11 luglio 1972, record non più superabile

### Slancio
- 130,5 kg - Lugansk, 1971
- 131,0 kg - Erevan, 1971
- 132,0 kg - Riga, 1972